# 커비 (캐릭터)
커비(일본어: カービィ 카비[*],
영어: Kirby)는 닌텐도의 산하 회사인 HAL 연구소의 사쿠라이 마사히로가 만든 《별의 커비 시리즈》의 주인공이다.

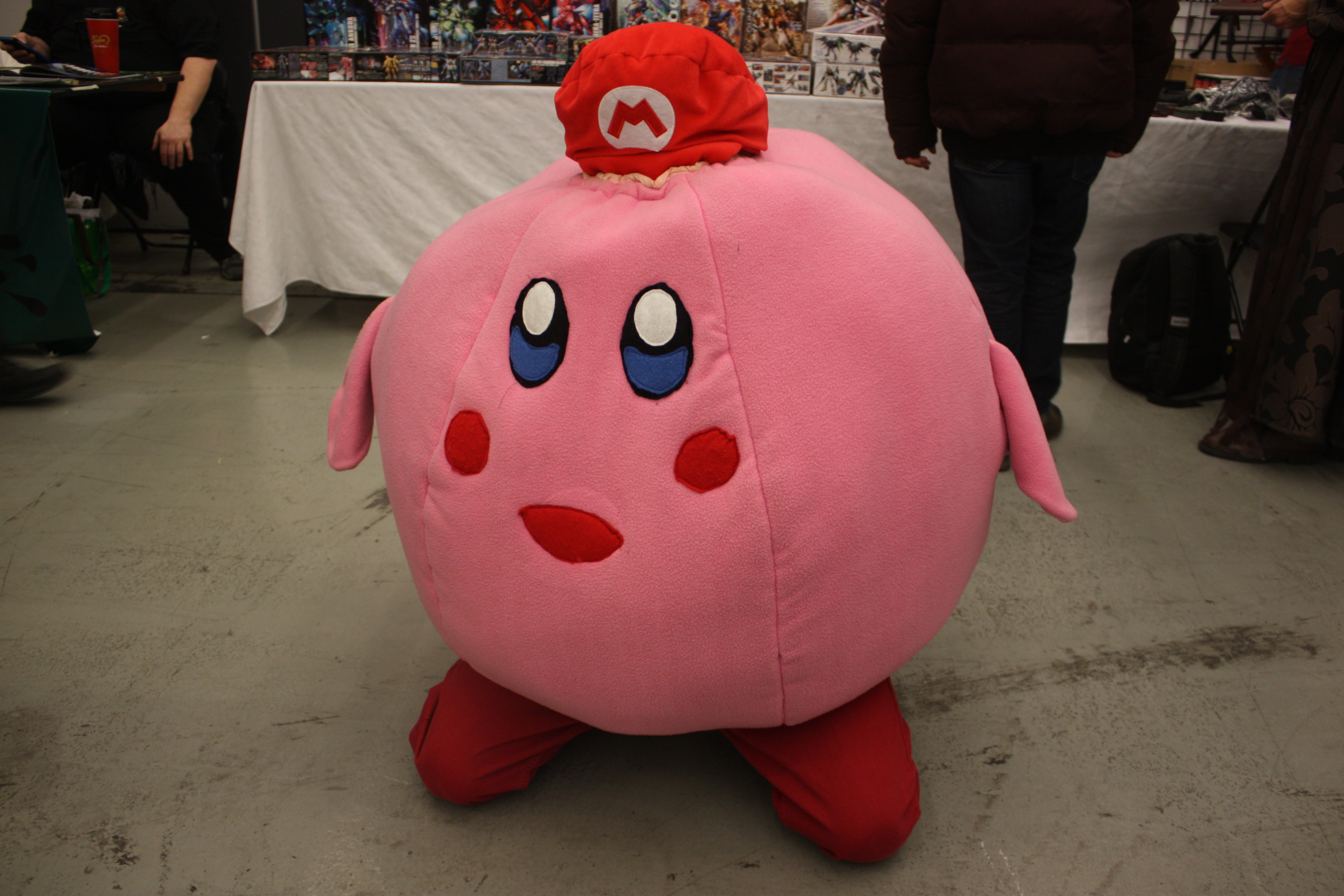
2014년 촬영된 사진의 마리오 복장을 한 커비

첫 발매 당시 "포포포"라는 이름을 가지고 있었던 커비는 HAL 연구소의 디렉터인 사쿠라이 마사히로에 의해서 커비라는 이름을 가지게 된다.
분홍색에 동그란 몸을 가졌고 위장이 우주로 되어 있는 정체 불명의 생명체이며, 적을 빨아들여서 삼키면 적의 능력을 흡수할 수 있는 능력이 있다.
마리오, 피카츄, 링크 등과 함께 닌텐도를 대표하는 캐릭터 중 하나이며 스매시브라더스 시리즈에도 초대작부터 개근 참전중이다.
별의 커비 애니메이션에서 나온 설정에 따르면, 커비는 우주 어딘가에서 스타 쉽에 탑승한 채 팝스타의 푸푸푸 랜드에선 한참 몬스터로 인해 걱정을 하고 있던 차에, 카부에게서 "우주에서 커비라는 별의 전사가 올 것이다."라는 말 이후로 불시착한 별의 전사로, 마수를 물리치고 푸푸푸 랜드의 주민이 된다. 성별은 공식적으로 불명이다. 게임에서 커비의 나이가 청년 정도로 묘사되는 것과 다르게 애니에서는 아기 정도로 어린 것으로 추정된다.

## 이름의 유래
1. 미국의 흡입력이 좋은 진공청소기 회사의 이름
2. 닌텐도 사의 저작권소송을 맡았던 존 커비(John Kirby)의 이름
3. 일부의 사람들 사이에서 뭔가를 썩히는 곰팡이(커비;カビ)를 따 왔다고 하기도 한다.

등의 가설이 존재하나 사쿠라이 마사히로는 당시에 이름을 커비라고 지은 것에 대한 기억이 전혀 존재하지 않다고 했다.

## 특징
초창기 별의 커비 게임에서는 카피 능력이라는 개념이 없이 그냥 주변에 떨어진 아이템을 흡입하여 발사하는 정도였다. 후에 게임의 재미를 위해 카피 능력이라는 시스템을 도입하고 대부분의 게임처럼 파이널 웨폰(하트스틱, 스타로드, 크리스탈, 레인보우 소드, 마스터 블레이드, 트리플 스타, 스타쉽, 트윙클 스타 얼라이즈 등)을 추가했다. 캐릭터는 간단하게 대부분이 원형(비율 1.5)이라 기억에 잘 남고 귀엽다는 생각을 많이 받게 하는 것이 캐릭터의 특징이다.
기본적으로는 분홍색이나 요시처럼 다른 색상(노란색 커비, 초록색 커비, 파란색 커비)도 존재한다.

## 같이 보기
- 디디디 대왕
- 메타나이트
- 커비의 친구들